# Jean-Marie Nadjombe
Jean-Marie Bertrand Nadjombe (Colonia, 6 settembre 2001) è un calciatore tedesco naturalizzato togolese, difensore del Magonza II e della nazionale togolese.

## Carriera

### Club
Cresciuto nel settore giovanile del Fortuna Colonia, ha esordito in prima squadra il 5 settembre 2020 disputando l'incontro di Regionalliga vinto 0-2 contro il Bergisch Gladbach.

### Nazionale
Il 1º settembre 2021 ha esordito con la nazionale togolese giocando l'incontro perso 2-0 contro il Senegal, valido per le qualificazioni al campionato mondiale di calcio 2022.

## Statistiche

### Presenze e reti nei club
Statistiche aggiornate al 5 settembre 2021.
| Stagione        | Squadra         | Campionato      | Campionato | Campionato | Coppe nazionali | Coppe nazionali | Coppe nazionali | Coppe continentali | Coppe continentali | Coppe continentali | Altre coppe | Altre coppe | Altre coppe | Totale | Totale |
| Stagione        | Squadra         | Comp            | Pres       | Reti       | Comp            | Pres            | Reti            | Comp               | Pres               | Reti               | Comp        | Pres        | Reti        | Pres   | Reti   |
| --------------- | --------------- | --------------- | ---------- | ---------- | --------------- | --------------- | --------------- | ------------------ | ------------------ | ------------------ | ----------- | ----------- | ----------- | ------ | ------ |
| 2020-2021       | Fortuna Colonia | RL              | 18         | 0          |                 | -               | -               |                    | -                  | -                  |             | -           | -           | 18     | 0      |
| 2021-2022       | Fortuna Colonia | RL              | 3          | 0          |                 | -               | -               |                    | -                  | -                  |             | -           | -           | 3      | 0      |
| Totale carriera | Totale carriera | Totale carriera | 21         | 0          |                 | -               | -               |                    | -                  | -                  |             | -           | -           | 21     | 0      |

### Cronologia presenze e reti in nazionale
| Cronologia completa delle presenze e delle reti in nazionale ― Togo | Cronologia completa delle presenze e delle reti in nazionale ― Togo | Cronologia completa delle presenze e delle reti in nazionale ― Togo | Cronologia completa delle presenze e delle reti in nazionale ― Togo | Cronologia completa delle presenze e delle reti in nazionale ― Togo | Cronologia completa delle presenze e delle reti in nazionale ― Togo | Cronologia completa delle presenze e delle reti in nazionale ― Togo | Cronologia completa delle presenze e delle reti in nazionale ― Togo |
| Data                                                                | Città                                                               | In casa                                                             | Risultato                                                           | Ospiti                                                              | Competizione                                                        | Reti                                                                | Note                                                                |
| ------------------------------------------------------------------- | ------------------------------------------------------------------- | ------------------------------------------------------------------- | ------------------------------------------------------------------- | ------------------------------------------------------------------- | ------------------------------------------------------------------- | ------------------------------------------------------------------- | ------------------------------------------------------------------- |
| 1-9-2021                                                            | Thiès                                                               | Senegal                                                             | 2 – 0                                                               | Togo                                                                | Qual. Mondiali 2022                                                 | -                                                                   | 64’                                                                 |
| Totale                                                              |                                                                     | Presenze                                                            | 1                                                                   |                                                                     | Reti                                                                | 0                                                                   |                                                                     |